# Johann Wilhelm von Archenholz
Johann Wilhelm von Archenholz (ou Archenholtz), quelquefois en français Jean-Guillaume d'Archenholz, (3 septembre 1741 - 28 février 1812), est un historien allemand.

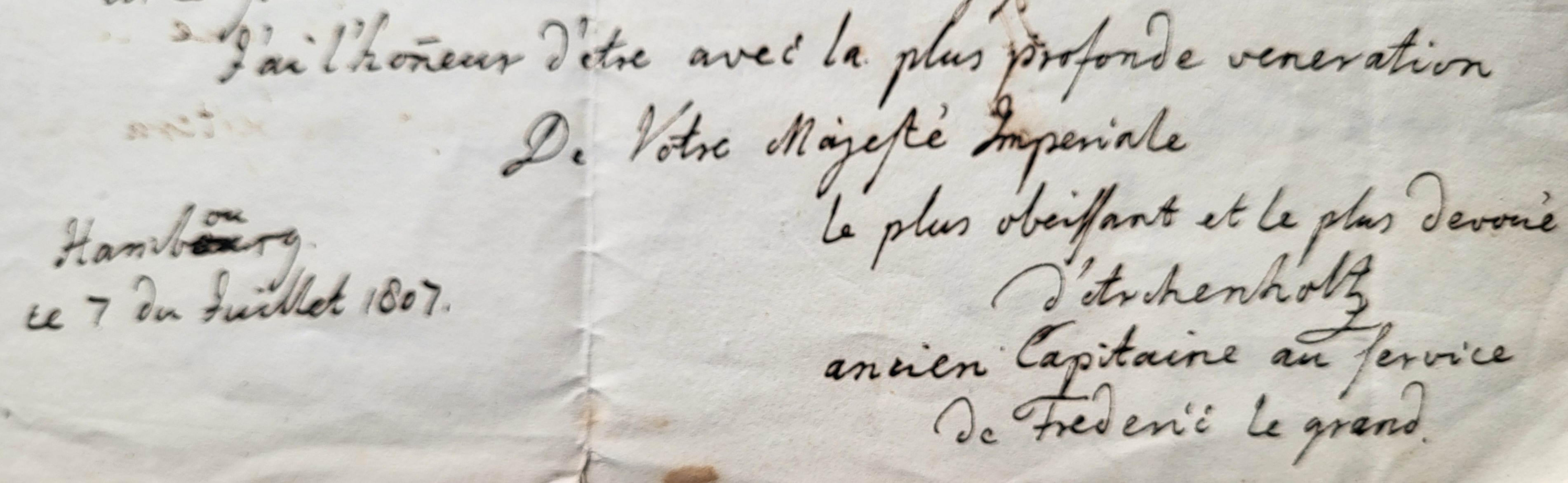
Signature de Johann Wilhelm von Archenholz au bas d'un courrier adressé à Napoléon Bonaparte le 7 juillet 1807

Né à Dantzig, alors en Prusse, il servit comme capitaine sous Frédéric II pendant la guerre de Sept Ans, il rentra dans la vie privée après la paix de Hubertsbourg, et écrivit de nombreux livres.
Il publie de 1792 à 1812 le journal politique La Minerve, qui a servi de modèle à La Minerve française.

## Publications

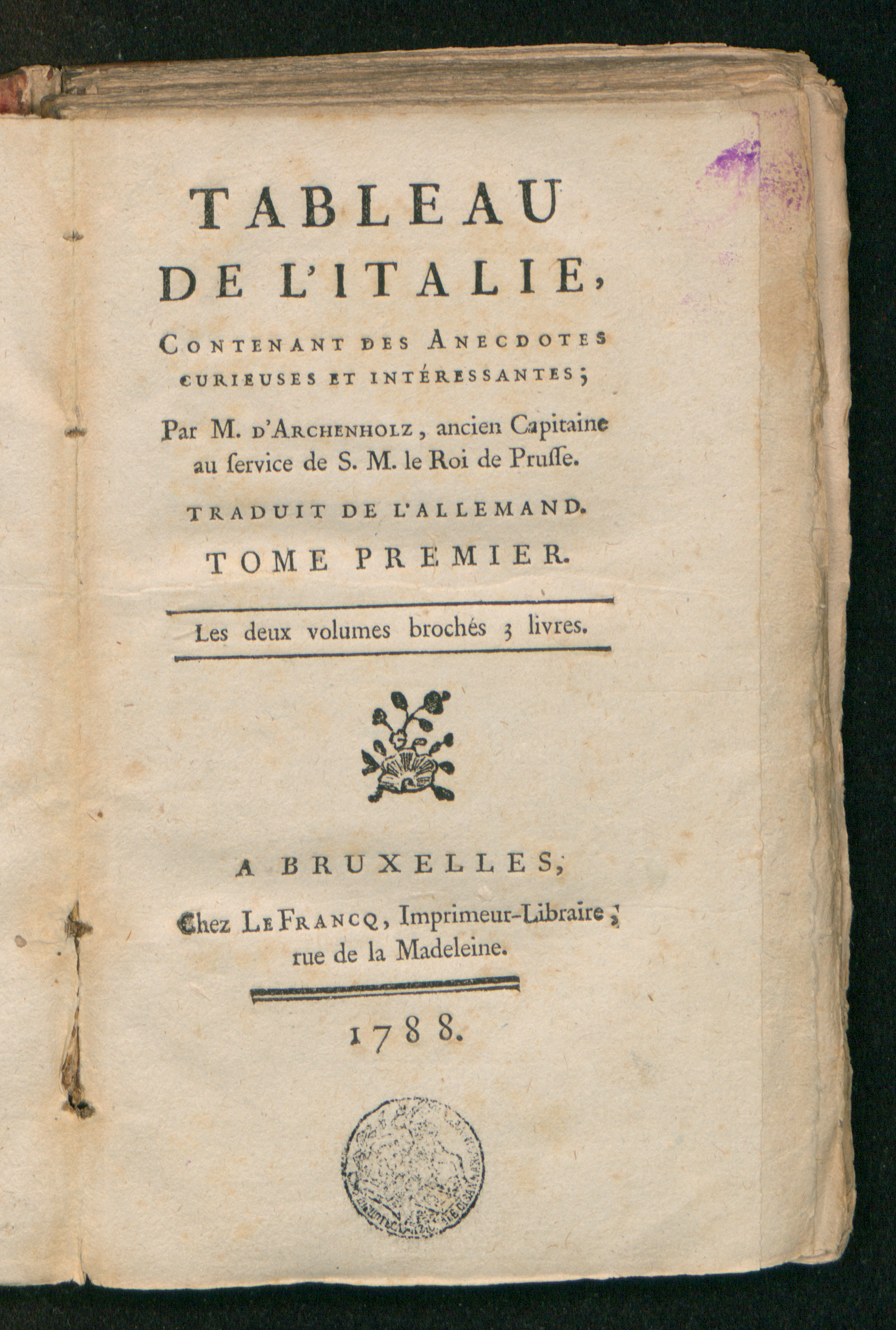
Tableau de l'Italie (édition française de Italien), 1788

- Histoire de Gustave-Adolphe, Roi de Suède, composée sur tout ce qui a paru de plus curieux & sur un grand nombre de manuscrits, & principalement sur ceux de Mr Arkenholtz par M. D. M.*** (Amsterdam, 1764)
- Tableau de l'Angleterre et l'Italie ; traduit de l'allemand par M. le Baron de Bilderdeck (Paris et Strasbourg, 1788)
- Annales de l'Angleterre depuis 1788 (en 20 volumes qui parurent de 1789 à 1798)
- Histoire de la guerre de Sept Ans, commencée en 1756, et terminée en 1763 ; traduite de l’allemand par M. le Baron de Bock (Metz, Strasbourg et Paris, 1789)
- Histoire de la reine Élisabeth (1798)
- Histoire de Gustave Wasa, Roi de Suède, traduite de l'allemand par J.-F.-G. Propiac (Paris, 1803)
- Histoires des flibustiers ; traduite de l'allemand par Jean-François de Bourgoing (Paris, 1804),